# 科阿韋拉州
科阿韋拉州（西班牙語：Coahuila，西班牙語發音：[koaˈwila] ⓘ）是墨西哥的一個州，位於該國北部。北臨美國德克薩斯州。州名源於當地的原住民Coahuilteca部落。
在墨西哥獨立時，與德克薩斯州同為一州，稱為“科阿韋拉與德克薩斯州”（西班牙語：Coahuila y Tejas），後者在1836年獨立成為德克薩斯共和國。

## 經濟
當地蘊藏了全國95%的煤，因而成為礦業中心之一。另一方面，汽車工業也在發展中。通用汽車和戴姆勒-克萊斯勒都設有生產線。

## 生態
古生物學家在科阿韋拉州不同地點發現史上最古老的海龜化石，這種海龜7200萬年前棲息在墨西哥北部。墨西哥科學家稱科阿韋拉州是「古生物學的天堂」。